# بچه‌های کوه آتشفشان
بچه‌های کوه آتشفشان (انگلیسی: Children of Fire Mountain) نام یک مینی‌سریال نیوزیلندی است که در سال ۱۹۷۹ تولید و به روی آنتن رفت.
در کشور انگلستان، این سریال یک بار در سال ۱۹۸۱ و بار دوم در سال ۱۹۸۹ میلادی پخش شد.
در ایران نیز این مجموعه، در دههٔ ۷۰ خورشیدی از تلویزیون پخش شد.